# Степний (Топчихинський район)
Степни́й (рос. Степной) — селище у складі Топчихинського району Алтайського краю, Росія. Входить до складу Побєдимської сільської ради.

## Населення
Населення — 3 особи (2010; 18 у 2002).
Національний склад (станом на 2002 рік):
- росіяни — 78 %